# Soteska, Dolenjske Toplice
Soteska este o localitate din comuna Dolenjske Toplice, Slovenia, cu o populație de 177 de locuitori.